# 弗朗茨·馮·帕彭
弗朗茨·冯·帕彭（德語：Franz von Papen，1879年10月29日—1969年5月2日），全名弗朗茨·约瑟夫·赫尔曼·米夏埃尔·玛丽亚·冯·帕彭（德語：Franz Joseph Hermann Michael Maria von Papen），是一位德國政治人物、外交官、普魯士貴族與軍官。作為一名國家保守主義者，他曾於1932年擔任德國總理，隨後於1933年至1934年間擔任副總理，輔佐阿道夫·希特勒。帕彭最為人所記憶的是其在促成希特勒上台過程中的角色。
帕彭出生於普魯士威斯特法倫地區一個富裕的天主教貴族家庭，1898年起服役於普魯士陸軍，並接受德國總參謀部軍官訓練。1913年至1915年間，他曾擔任駐墨西哥與美國的武官，同時秘密在美國組織一系列破壞活動，並代表德國軍事情報部門暗中資助墨西哥革命中的武裝勢力。1915年因間諜活動被美國國務院驅逐並列為不受歡迎人物，隨後返回歐洲，在第一次世界大戰的西線戰場擔任營長，戰爭後期又轉赴中東戰場，最終以中校軍銜退役。
1932年，在總統保羅·馮·興登堡的提議下，帕彭出任魏瑪共和國總理，並依據魏瑪憲法第48條以總統緊急令治國。他對普魯士自由邦由德國社會民主黨領導的政府發動了“普魯士政變”，然而，由於無法在國會中建立穩固支持基礎，最終被興登堡罷免，總理一職由庫爾特·馮·施萊謝爾接任。
為了重返權力核心並恢復財富，帕彭誤以為一旦阿道夫·希特勒進入政府就能被控制，遂向興登堡施壓，要求任命希特勒為總理，而自己則擔任副總理，並組建一個表面上不由納粹黨主導的內閣。興登堡最終同意，認為這是避免軍事獨裁的唯一選項。然而帕彭與其盟友很快被希特勒邊緣化；1934年長刀之夜事件期間，納粹分子殺害了帕彭的一些親信，他遂退出政府。
此後帕彭受命於德國外交部，於1934年至1938年擔任駐維也納大使，1939年至1944年則為駐安卡拉大使。他於1938年加入納粹黨。
第二次世界大戰結束後，帕彭被紐倫堡審判的國際軍事法庭以戰爭罪起訴，但最終被判無罪。1947年，西德非納粹化法庭認定帕彭在納粹政權罪行中是“主要責任人”，並判處其8年苦役，但於1949年上訴成功後獲釋。帕彭於1952年與1953年出版回憶錄，1969年逝世，终年89岁。

## 早年生平

### 高门贵胄
帕彭出生于威斯特法伦省韦尔的一个富裕的天主教贵族家庭，是弗里德里希·冯·帕彭-克尼根（1839–1906）与其妻安娜·劳拉·冯·施特芬斯（Anna Laura von Steffens，1852–1939）的第三个孩子。 他的父亲是普鲁士陆军的一名骑兵军官，曾参加第二次石勒苏益格战争、普奥战争和普法战争，并参加了迪普尔战役、萨多瓦战役、色当战役以及巴黎围城战。他还是威廉二世的朋友，两人在波恩读书期间相识，当时他们同属波恩普鲁士学生军（Corps Borussia Bonn）；在军事生涯结束后，他还担任过多个地方政务职位，包括韦尔的名誉副市长（Bürgermeister）。帕彭家族拥有世袭开采盐权（Erbsälzer）身份，自1298年以来就拥有在韦尔开采盐卤矿的权力，这让弗朗茨引以为傲；他始终相信贵族高于平民。
1891年，年仅11岁的帕彭自愿进入贝格施-格拉德巴赫本斯贝格的少年军官学校就读，度过了四年时间。之后，他又在利希特费尔德的普鲁士王家中央军官学院接受了三年的军事训练。他在训练中成为一名绅士骑手（Herrenreiter）。 他曾在皇宫担任过一段时间的军事侍从，并以少尉身份服役于父亲曾经所属的部队——第五西法伦乌兰骑兵团，驻扎于杜塞尔多夫。1913年3月，帕彭以上尉身份加入德意志帝国总参谋部。
1905年5月3日，他与玛尔塔·冯·博赫-加尔豪（1880–1961）结婚，对方是萨尔地区实业家雷内·冯·博赫-加尔豪之女，后者是维勒罗伊和博赫陶瓷制造王朝的成员。玛尔塔的嫁妆让帕彭成为了一位非常富有的人。 帕彭是出色的骑手、极具魅力的人物，在这一时期他结识了库尔特·冯·施莱歇尔。 他精通法语与英语，曾广泛游历欧洲、中东与北美。 他对德皇威廉二世忠心耿耿。 受将军弗里德里希·冯·伯恩哈迪著作影响，帕彭一生始终是军国主义者。

### 驻美专员
1913年12月，帕彭进入德国外交系统，担任德国驻美国大使的军事专员。1914年初，他前往同样获得任命的墨西哥，亲自观察正在进行的墨西哥革命。一度，在反对韦尔塔的萨帕塔军向墨西哥城推进时，帕彭组织了一支由欧洲志愿者组成的小队，为墨西哥将军维克托里亚诺·韦尔塔作战。 1914年春季，作为驻墨军事专员，帕彭深度参与向韦尔塔政府出售武器，企图将墨西哥纳入德国势力范围，但韦尔塔政权于1914年7月垮台，终结了这一希望。 1914年4月，美国占领韦拉克鲁斯市时，帕彭违背柏林命令亲赴现场观察，而非留在墨西哥城。 在墨西哥期间，帕彭对国际阴谋与冒险事务产生了浓厚兴趣，这一倾向后来贯穿他在美国、奥地利与土耳其的外交经历。 1914年7月30日，帕彭从墨西哥抵达华盛顿哥伦比亚特区，正式就任驻美德国军事专员。

### 间谍活动

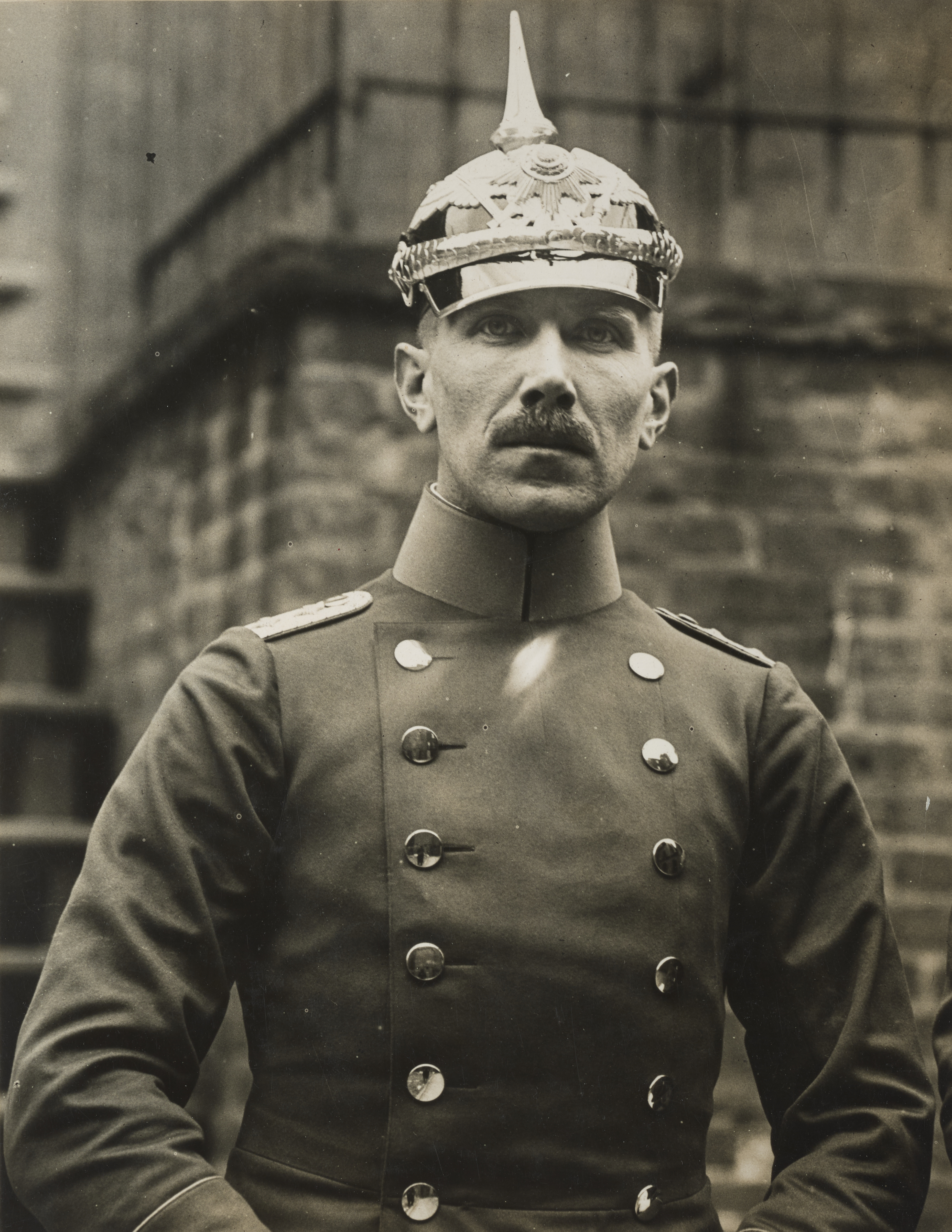
1915年，帕彭以德国驻美军事专员身份在华盛顿

在第一次世界大战期间，帕彭试图在美国为德国采购武器，但英军的封锁几乎让将军火运往德国成为不可能。 1914年8月22日，帕彭雇佣居于纽约市的美国私家侦探保罗·柯尼希（Paul Koenig），执行一项破坏与爆炸行动，针对在美的协约国公民所拥有的企业。 柏林赋予帕彭无限动用的资金，他试图阻止英、法、俄三国政府在美采购战争物资。 他成立了一家空壳公司，试图在两年内买断美国市场上所有液压机，以限制与协约国有炮弹合同的美国军工厂的产能。 为协助身处美洲的德国公民返回本国，帕彭还在纽约建立了一套伪造美国护照的系统。
从1914年9月起，帕彭滥用其作为德国军事专员的外交豁免权，违反美国法律，开始筹划对加拿大的渗透与破坏行动，目标包括运河、桥梁和铁路。 1914年10月，他秘密参与后来被称为“印度-德国阴谋案”的行动，在加利福尼亚州与印度民族主义者（加达尔党）合作，协助他们运输武器、策划起义反对英属印度。 1915年2月，帕彭也秘密策划了1915年范斯伯勒国际铁路桥爆炸案，由于拥有外交豁免权，他未遭逮捕。
 与此同时，他仍试图恢复韦尔塔的权力，并为此安排武器与资金支持入侵墨西哥的计划。

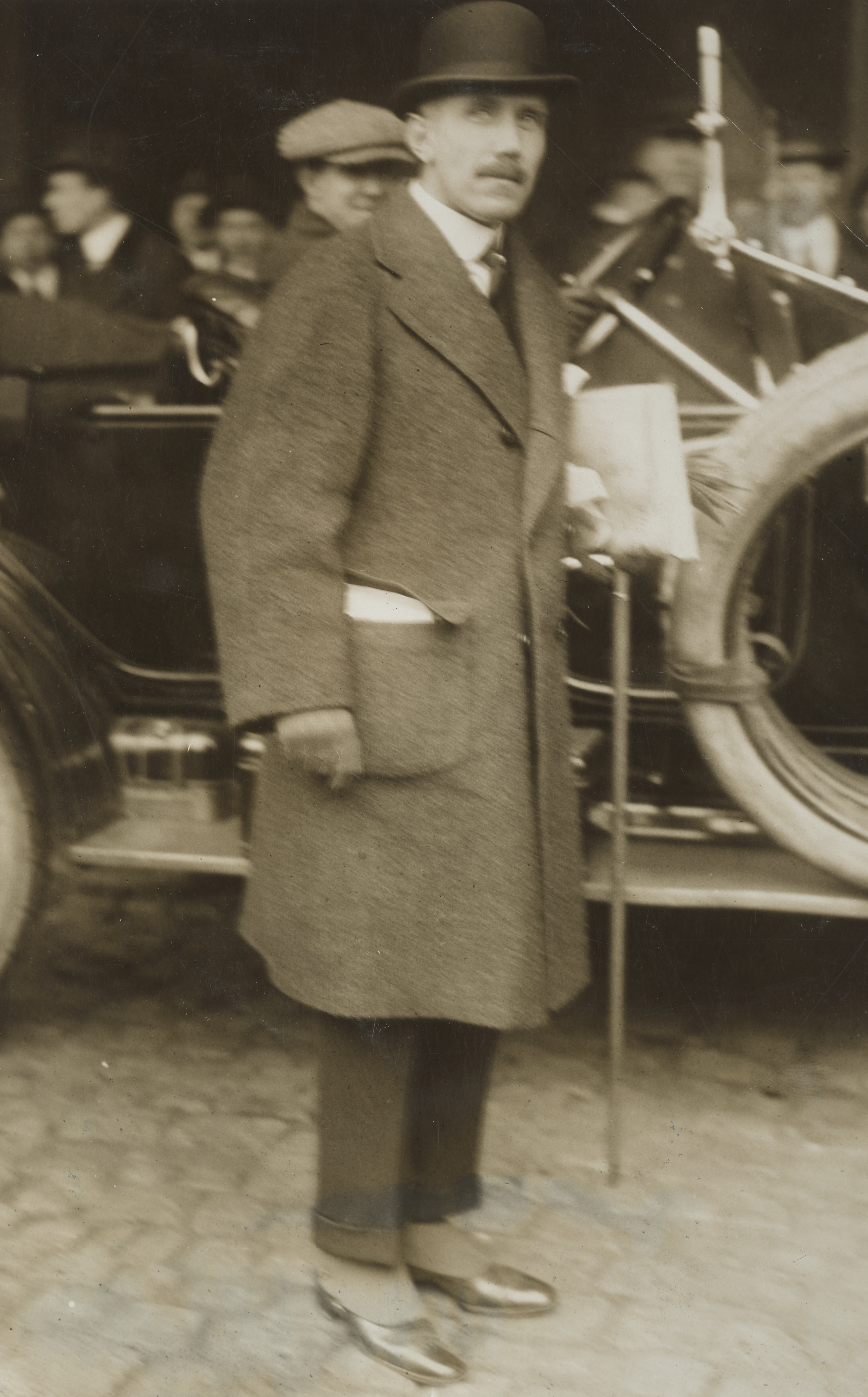
1915年12月22日，帕彭在纽约港，被美国政府驱逐并搭乘“诺尔丹号”返国

帕彭的秘密行动被英国情报机构掌握，并通报美国政府。 因涉嫌策划破坏行为，帕彭于1915年12月28日被美国政府宣布为“不受欢迎人物”（persona non grata），并被召回德国。 返回德国后，他获得铁十字勋章。
帕彭继续参与美洲的秘密行动。1916年2月，他与居住在古巴的墨西哥上校贡萨洛·恩里莱（Gonzalo Enrile）接触，试图安排德国对费利克斯·迪亚斯（Félix Díaz）——墨西哥潜在独裁者——的支持。 他还曾作为爱尔兰志愿军成员罗杰·凯斯门与德国海军情报之间的中介，协助在都柏林期间为1916年复活节起义采购并运送武器。同时他亦未放弃与加达尔党的后续合作。1916年4月，美国联邦大陪审团以密谋炸毁加拿大的韦兰运河对帕彭提出起诉；该起诉一直有效，直到他于1932年中成为德国总理后才被撤销。

### 军旅生涯
作为一名天主教徒，帕彭属于德国中央党，这是当时几乎所有德国天主教徒支持的中间派政党，但在战争期间，具有民族主义保守倾向的帕彭逐渐与该党疏远。 帕彭不赞同马蒂亚斯·埃尔茨贝格与社会民主党人的合作，并认为帝国议会和平决议案（1917年7月19日）几乎是叛国行为。
在一战后期，帕彭重新回到军队服现役，最初在西线服役。1916年，他担任第4近卫步兵师下属的第93预备步兵团第二营指挥官，并参与法兰德斯地区的作战。 1916年8月22日，帕彭的部队在索姆河战役中成功抵抗了英军的进攻，但伤亡惨重。 从1916年11月至1917年2月，该营几乎持续不断地参与激烈战斗。 他因此获得一级铁十字勋章。1917年4月11日，他参加维米岭战役，在该役中，他所部被加拿大军团击败并遭受重大损失。
在维米岭战败后，帕彭请求调往中东战场，该请求获批。 从1917年6月起，帕彭在中东担任德军总参谋部军官，随后又被派往巴勒斯坦地区，担任奥斯曼帝国军队联络官。 在君士坦丁堡期间，帕彭与日后约阿希姆·冯·里宾特洛甫成为朋友。1917年10月至12月，帕彭参与西奈和巴勒斯坦战役中的激烈战斗。 他随后晋升为中校。
1918年10月30日，奥斯曼帝国与协约国签署停战协定后，德国亚洲军团接到返国命令。1918年11月11日战争正式结束时，帕彭正在卡拉珀納爾的山区。 德国新成立的共和国命令全军（包括亚洲军团）建立士兵委员会（Soldatenräte），奥托·利曼·冯·桑德斯将军尝试服从命令，但帕彭拒绝执行。 桑德斯随后下令逮捕帕彭。帕彭为躲避惩处，未经许可脱岗，换上平民服装潜逃回国，亲自前往会见保罗·冯·兴登堡元帅，并成功使该指控被撤销。

## 担任总理

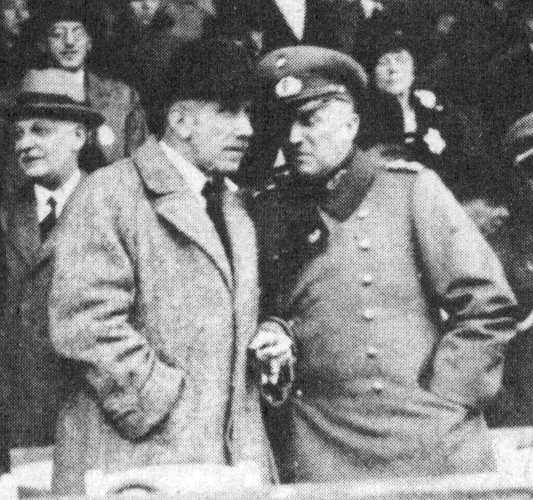
帕彭（左）与其最终继任者、国防部长库尔特·冯·施莱歇尔，在柏林卡尔斯霍斯特观看赛马

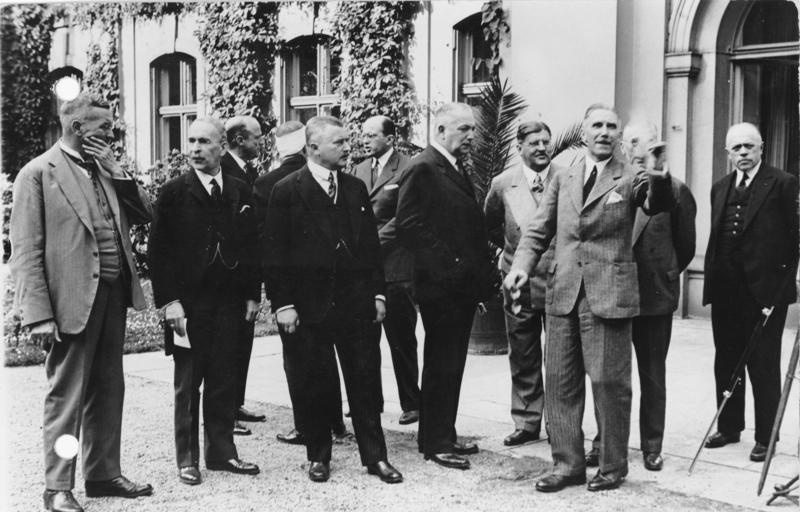
帕彭内阁成员在柏林帝國總理府，1932年6月2日

1932年6月1日，帕彭突然被提拔至高位，被兴登堡总统任命为德国总理。他的这项任命得益于老友、战前总参谋部成员、兴登堡总统的有力顾问库尔特·冯·施莱歇尔将军。施莱歇尔之所以选择帕彭，是因为帕彭出身保守贵族，拥有军事背景，这样的形象对兴登堡来说具有吸引力，并可为未来中央党与纳粹党的联盟奠定基础。 实际上，整个内阁的人选都是由施莱歇尔（时任国防部长）选定的。 就在任命前一天，帕彭还曾向中央党主席路德维希·卡斯承诺不会接受任何任命。但在他违背诺言后，卡斯将他比作温泉关战役中的著名叛徒“特拉基斯的厄菲阿尔特斯”（Ephialtes）。为避免被开除党籍，帕彭于1932年5月31日宣布退出中央党。
| 姓名                        | 职务               |
| --------------------------- | ------------------ |
| 弗朗茨·冯·帕彭              | 总理               |
| 康斯坦丁·冯·诺伊拉特        | 外交部长           |
| 威廉·冯·盖尔（国家人民党）  | 内政部长           |
| 卢茨·什未林·冯·克罗西克     | 财政部长           |
| 赫尔曼·瓦姆博尔德           | 经济部长           |
| 胡戈·舍费尔                 | 劳工部长           |
| 弗朗茨·居特纳（国家人民党） | 司法部长           |
| 库尔特·冯·施莱谢尔          | 国防部长           |
| 保罗·冯·埃尔茨-吕贝纳赫     | 邮政部长和交通部长 |

帕彭所领导的帕彭内阁被称为“男爵内阁”或“单片眼镜内阁”。 他在魏玛国会几乎没有支持；唯一表示支持的是国家保守主义的德国国家人民党（DNVP）和保守自由主义的德国人民党（DVP）。由于帕彭背叛了海因里希·布吕宁总理，中央党拒绝支持他。 因此，施莱歇尔希望建立的中央党–纳粹联盟告吹，纳粹党也失去了支持帕彭弱政府的动机。 帕彭与兴登堡关系日渐密切，并在1932年6月首次与阿道夫·希特勒会面。
1932年5月31日，帕彭同意执行希特勒与兴登堡5月30日达成的协议，即：只要解散国会、取消对冲锋队的禁令，并允许纳粹党使用无线电广播，纳粹就会容忍帕彭政府的存在。 按协议，帕彭政府于6月4日解散国会，并宣布在1932年7月31日前举行1932年7月德国联邦选举，希望借此让纳粹赢得最多席位，为建立一个威权政府争取合法性。 在这一所谓的“总统政府”模式下，帕彭可依据魏玛宪法第48条，通过总统签署紧急法令进行统治。 1932年6月16日，新政府取消了对冲锋队（SA）与党卫队（SS）的禁令，至此纳粹党继续支持帕彭已无实质理由。

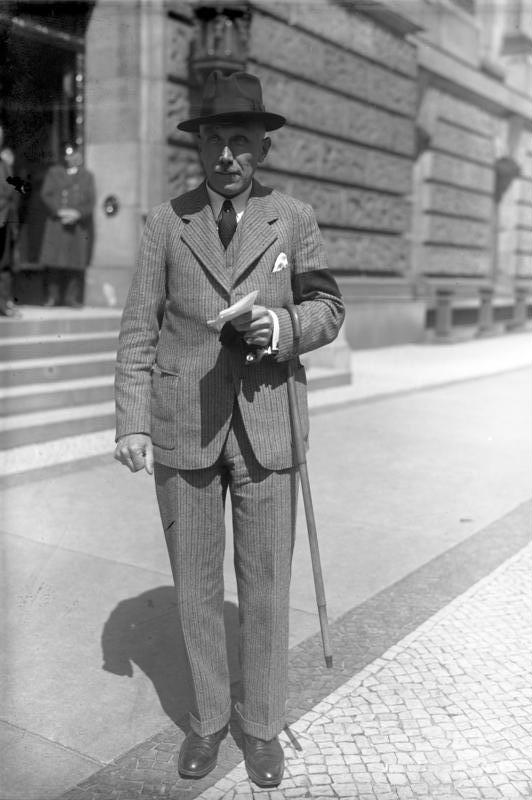
帕彭，1932年6月

1932年6月至7月，帕彭代表德国参加洛桑会议，并于7月9日签署协议，同意德国一次性以债券形式向国际清算银行支付300万马克赔款，债券在三年后才开始偿还，这将是德国最后一次战争赔款。 然而，帕彭回国后立即否认了该承诺。 洛桑会议签署的条约未被任何参与国批准， 而自胡佛暂停偿付计划结束后，德国也未再继续支付赔款。
1932年9月4日，帕彭根据第48条颁布经济政策，削减失业保险金、引入资格审查制度，并降低工资（包括集体谈判所得工资），同时为企业与富人减税。 虽然这些紧缩政策使他在民间声望极低，却获得了企业界精英的支持。
1932年6月8日起，帕彭、中央党与纳粹开始就建立新的普鲁士政府谈判，但因中央党对叛党帕彭态度敌视而破裂。 7月11日，帕彭获得内阁与总统支持，颁布政令，宣布国家政府接管由社会民主党控制的普鲁士政府，并以谣传“社民党与德国共产党准备合并”为借口。 7月17日“阿尔托纳流血星期天”事件中纳粹、共党与警察的暴力冲突为帕彭政变提供了借口。 7月20日，帕彭发动政变（Preußenschlag），推翻普鲁士社民党政府，并宣布自己为帝国专员（Reichskommissar），进一步削弱了魏玛共和国的民主制度。 帕彭视此为对纳粹的“礼物”，早在7月9日便已向其通报。
1932年7月23日，帕彭命令德国代表退出裁军会议，以回应法国代表关于“赋予德国军事平等将引发另一场世界大战”的警告。帕彭表示，除非德国获得平等待遇，否则将不再出席会议。

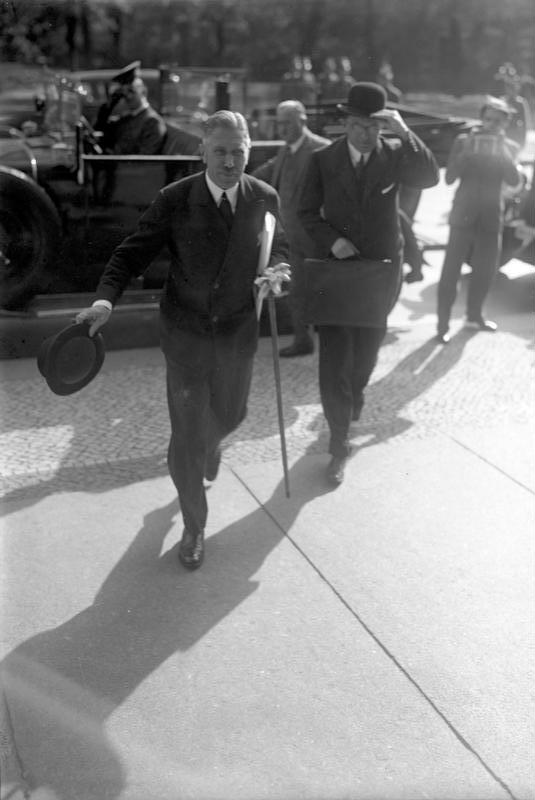
1932年9月12日帕彭出席国会会议

7月31日选举中，纳粹党赢得最多席位。面对随之而来的冲锋队与党卫队政治暴力，帕彭8月9日根据第48条出台新法律，加快死刑案件审理流程，限制上诉权。 并设立特别法庭。 当晚，在波滕帕镇（Potempa，在上西里西亞，今属波兰），五名冲锋队成员谋杀了共产党工人康拉德·皮特楚赫。 此五人随后被捕，并于8月23日由特别法庭判处死刑。 案件引发巨大舆论，希特勒明确表示，若五人被处死，将不再支持帕彭政府。9月2日，帕彭以普鲁士专员身份接受希特勒要求，将其判决改为终身监禁。
8月11日，在魏玛宪法纪念日，帕彭与内政部长冯·盖尔男爵召开记者会，宣布制定新宪法的计划，实质上是欲将德国转为独裁政体。 两天后，施莱歇尔与帕彭向希特勒提议任命其为副总理，但被拒绝。
9月12日，新国会召开，帕彭原计划瓦解纳粹与中央党的联盟。 他事先从兴登堡处获得解散国会与推迟选举的命令。 共产党提起不信任案。 帕彭原以为将立即被反对，但无一人反对。他递交解散令，请求发言，但议长赫尔曼·戈林无视他；纳粹与中央党支持不信任案。 最终以512票对42票通过。 帕彭意识到他无力暂停选举，决定再次选举以“惩罚”国会。

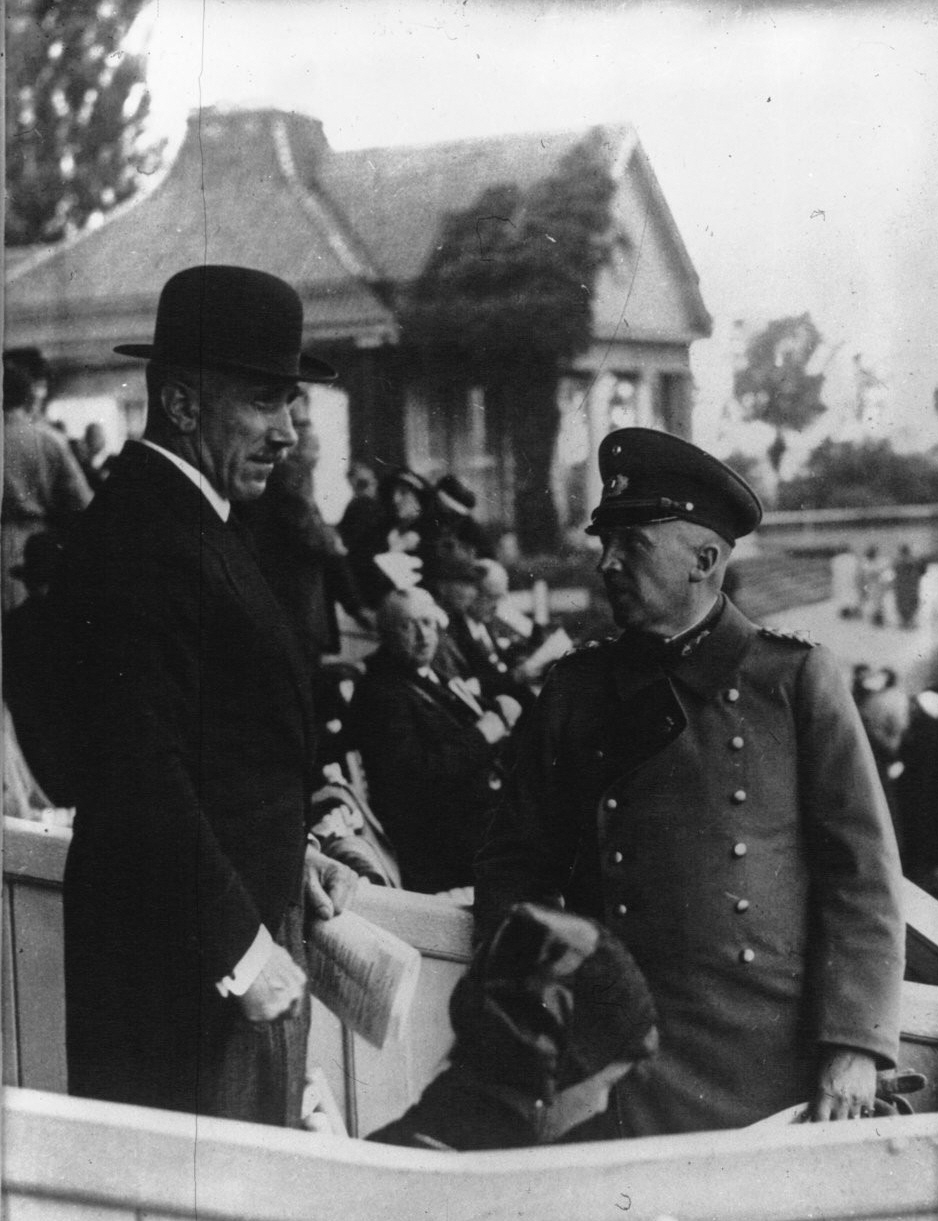
帕彭与施莱歇尔，1932年

10月27日，德国最高法院裁定帕彭对普鲁士的政变非法，但允许他保留掌控权。 1932年11月，帕彭批准一项海军扩军计划，违反凡尔赛条约，拟建航母一艘、战列舰六艘、巡洋舰六艘、驱逐舰六个分队与潜艇16艘，以控制北海与波罗的海。
在1932年11月德国联邦选举中，纳粹丧失部分席位，帕彭仍无法获得多数席位避免再次被倒阁。 他与希特勒的谈判失败。 在施莱歇尔压力下，帕彭于11月17日辞职，组建看守内阁。 他曾表示计划宣布戒严，建立独裁统治。 但12月2日，施莱歇尔派副官欧根·奥特将军告知魏玛军演结果：军队无力同时对抗纳粹与共产党。 帕彭意识到施莱歇尔意图取代他，请求兴登堡将其解职，但兴登堡反而任命施莱歇尔为总理。

## 纳粹崛起

### 养虎成患
辞去总理职务后，帕彭经常拜访兴登堡，总是不放过任何攻击施莱歇尔的机会。 施莱歇尔在出任总理时曾承诺绝不会公开抨击帕彭，但为了与极不受欢迎的帕彭划清界限，他在1932年12月至1933年1月的一系列演讲中违背承诺，引起了兴登堡的不悦。 帕彭因老友施莱歇尔“背叛”而耿耿于怀，并决心重新出任总理。 1933年1月4日，希特勒与帕彭秘密在科隆银行家库尔特·冯·施罗德男爵的住宅会面，商讨联合对抗施莱歇尔的策略。
1933年1月9日，帕彭与兴登堡同意筹组一个新政府，使希特勒入阁。 1月22日晚，在约阿希姆·冯·里宾特洛甫位于柏林的别墅中，帕彭作出重大让步，放弃对总理职位的争取，转而支持让希特勒担任总理，并由自己出任德国副总理与普鲁士总理，建立所谓“国家统一政府”。 1月23日，帕彭将这一设想呈报兴登堡，并声称可以将希特勒“关在盒子里”。 同日，为避免国会在1月31日复会时发起不信任投票，施莱歇尔请求总统宣布进入紧急状态，但被兴登堡拒绝。施莱歇尔于1月28日中午辞职。兴登堡正式授权帕彭组建新政府。
1月29日上午，帕彭在寓所与希特勒和赫尔曼·戈林会面，三人商定由帕彭出任副总理和普鲁士专员。 在这次会面中，帕彭首次得知希特勒上台后将立即解散国会，并在随后的选举中争取多数席位，从而推动通过《授权法》，使其能绕过国会直接立法。 当帕彭身边的人对授权希特勒表示担忧时，他反问道：“你们还想要什么？”并安慰他们说：“我有兴登堡的信任！两个月内我们就能把希特勒逼到一个角落，他会叫苦连天的。”

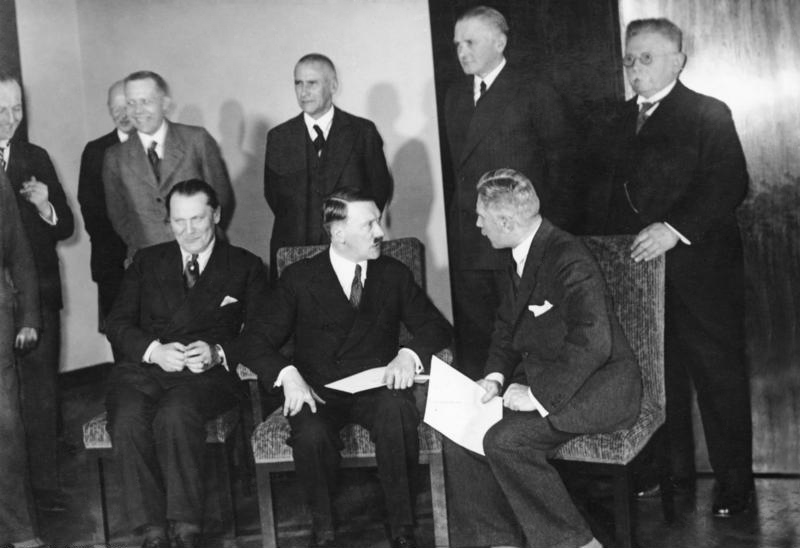
希特勒内阁成员，1933年1月30日

《柏林日报》主编特奥多尔·沃尔夫于1933年1月29日在社论中评论道：“最顽固的人——那些有‘铁脑门’或‘脑前有板’的人——会坚持反议会方案，主张关闭国会大厦、进行政变。”
最终，这位此前誓言“绝不让希特勒当总理”的总统，在1933年1月30日上午11点30分任命希特勒为总理，帕彭为副总理。 虽然表面上是帕彭的政治算计使希特勒登上权力巅峰，但真正促成转变的关键是纳粹党的选举支持，这使得对兴登堡及其圈子而言，军事独裁成为唯一替代纳粹政权的方案。
1933年1月30日希特勒内阁组建时，仅有三位纳粹党员获任阁职：希特勒、戈林和威廉·弗里克。其余八位部长均为帕彭的保守派盟友，包括德国国家人民党主席阿尔弗雷德·胡根贝格。此外，为确保纳粹受控，帕彭获准参加希特勒与兴登堡之间的所有会议，并设定内阁决策以多数表决为准。帕彭天真地认为，其保守派盟友在内阁中占多数，再加上他与兴登堡的亲密关系，可以有效牵制希特勒。

### 纳粹夺权

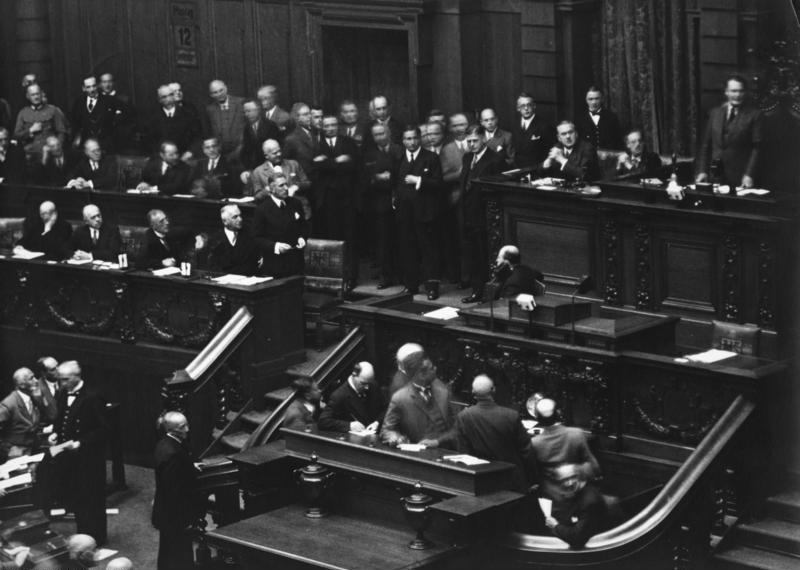
帕彭于1932年9月12日请求发言，赫尔曼·戈林（右）置若罔闻

希特勒内阁在1月30日成立——纳粹党员占三席，保守派占其余八席。副总理帕彭认为，这样的优势加上他与总统的交情，他预期可以围堵希特勒。他更扬言：“两个月之内，我们就能把希特勒逼瘋。”
但是希特勒与其盟友很快就排斥帕彭与其他内阁成员；帕彭雖然身兼普魯士邦總理，但是在戈林兼任普魯士邦內政部長後，國內規模最大的普魯士邦警隊已被納粹掌控。帕彭与保守派也未能阻止国会纵火法令和授权法案的通过。
4月8日，帕彭到达梵蒂冈，以期代表德国跟罗马天主教廷达成政教协定。这时候，在一体化之下，赫尔曼·戈林在4月10日接替帕彭成为普鲁士总理，管理全德国最大的邦。帕彭知道自己被孤立，于是秘密与保守派商议，希望能说服兴登堡解任希特勒；商议当中，德国军队与恩斯特·罗姆领导的冲锋队有愈来愈多冲突。1934年初，罗姆继续要求让冲锋队成为德国军队的新核心，但冲锋队缺乏军纪，又充滿革命色彩，令兴登堡等保守人士甚为不安。
帕彭在6月17日于马尔堡菲利普斯大学发表演说，表示他会恢复一些公民自由，并要求冲锋队停止呼吁发动“二次革命”，又要求纳粹党停止街头暴力。
他说：“政府（必须）记住一句老格言：只有弱者不會受到批评。长远来说，單靠再好的组织与政治宣传都無法長期維持信任。”演讲辞由帕彭的演说编辑埃德加·容格撰写，助手有帕彭的秘书赫伯特·冯·博泽（Herbert von Bose）与天主教领袖埃里希·克劳泽纳（Erich Klausener）。帕彭的敢言触怒了希特勒，其演讲辞被宣传部禁止出版；帕彭深感不满，表示自己是为总统发言，并向希特勒请辞。希特勒认为，在兴登堡心烦意乱时，接受其好友帕彭辞职会触怒这位年邁體衰但對國防軍仍頗具影響力的总统。
马尔堡演说发表两星期后，希特勒应國防軍的要求，于1934年6月30日到7月2日镇压冲锋队领导层，恩斯特·罗姆与多位冲锋队领袖被杀，史称长刀之夜。施莱谢尔曾计划，與一些希特勒在黨內的敌人聯手分裂纳粹党，结果他和妻子被杀。
帕彭批评纳粹党的暴行，的确触怒了希特勒，但由于帕彭与兴登堡关系密切，希特勒不敢贸然对付他。于是，希特勒派遣党卫队搜查帕彭的办公室，枪杀冯·博泽与克劳泽纳于案头；埃德加·尤利乌斯·容則逃到奥地利，后来在纳粹党统治奥地利后被杀。帕彭的一些下属被送到集中营拘留，而他本人就被软禁在他的别墅，其电话线被切断。一些研究指出，戈林刻意策划帕彭的软禁，希望在未来利用这位前外交人员；翌日，政府接受了帕彭辞职。

### 驻外公使

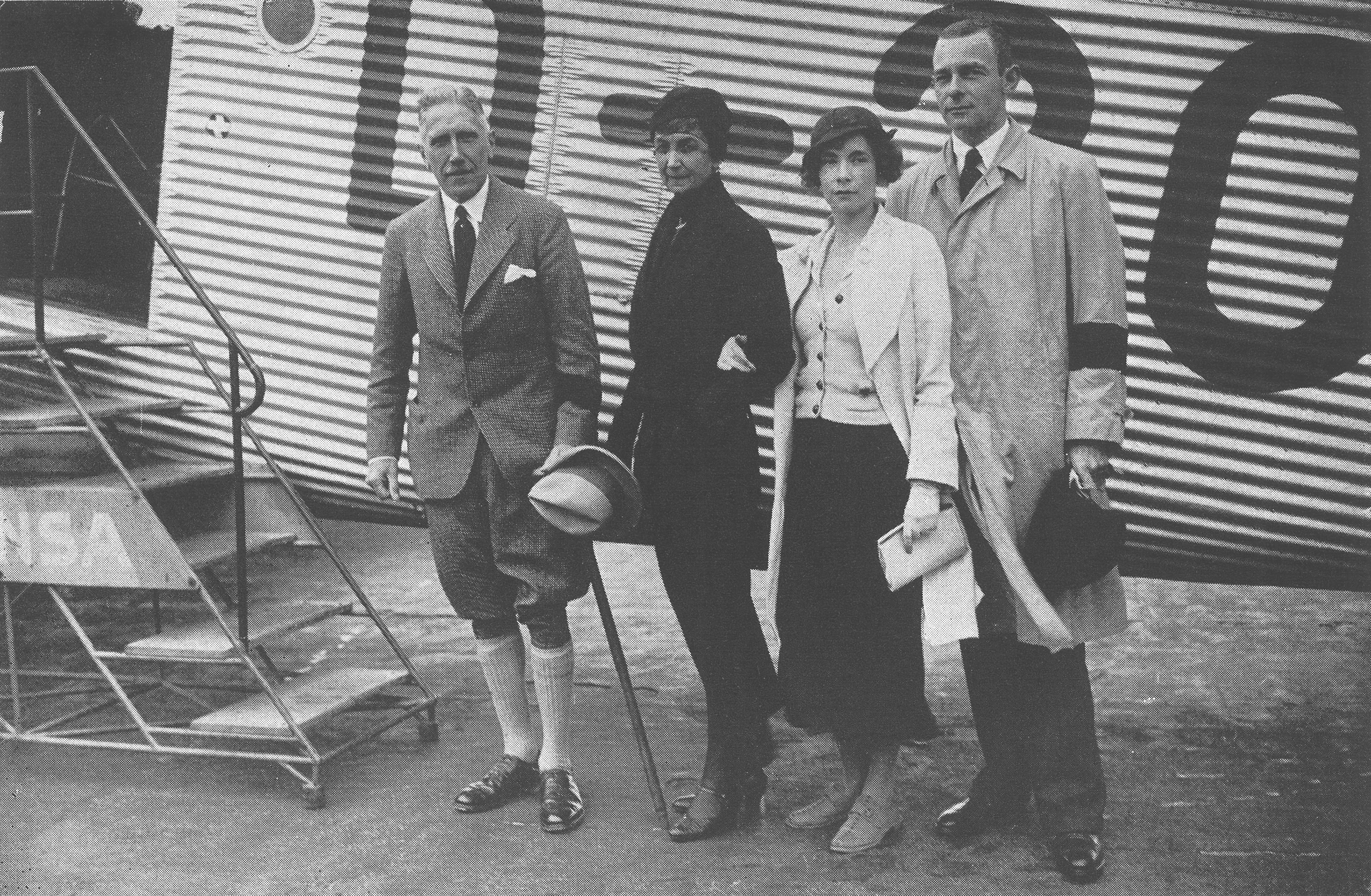
1934年帕彭和家人在滕珀爾霍夫機場，在前往维也纳赴任前

儘管经歷过长刀之夜，帕彭仍然在一个月内受命为德国驻奥地利公使。当时奧地利的納粹黨政变失败，只刺杀了总理恩格尔伯特·陶尔斐斯。根据希特勒，帕彭的任务是設法維持德国与奥地利正常和友好的关系，並协助希特勒损害奥地利的主权，让纳粹党实现梦寐以求的德奥合并；讽刺的是，纳粹党其中一个计划就是由奥地利纳粹党的支持者刺杀帕彭，让德国借故入侵奥地利作为报复。
1938年2月4日，帕彭被免职，但希特勒仍下令他安排自己与奥地利总理库尔特·许士尼格在贝希特斯加登会面。2月12日，希特勒向许士尼格發出最后通牒，令奥地利政府屈从于德国的威胁与压力，造就了3月13日的德奥合并。
二战期间，帕彭在1939至44年担任德國驻土耳其公使；约瑟夫·斯大林曾派人在该国刺杀他，但沒成功。二战期间德国曾考虑任命帕彭为教宗特使，但庇护十二世在咨询柏林主教康拉德·冯·普赖辛后拒绝此提议。

## 战后生活
战后同盟国拘留并控告帕彭，令他成为纽伦堡审判24名被告之一。法庭表示帕彭犯了数项“政治不道德罪名”，但根据其起诉书，不足以“密谋触犯反和平之罪行”定罪，于是释放了帕彭。
他在1950年代尝试重新开始政治事业，但不成功。他在上士瓦本区的本岑霍芬城堡定居。帕彭曾于1923年获得教宗侍从的名衔。庇护十一世在1939年去世后，接任的庇护十二世反对纳粹主义和法西斯主义没有维持帕彭的这项名衔。帕彭加入纳粹党为希特勒办事，令教宗反感。约翰二十三世因帕彭担任希腊与土耳其教廷公使而认识他，就在1959年7月24日恢复上述名衔。帕彭也是马耳他骑士团成员。
他也推出数本书籍与自传，解释他在1930至33年的主政期间政策，并分析早期西方的冷战政治。他在1969年去世，终年89岁。

## 著作
- Appell an das deutsche Gewissen. Reden zur nationalen Revolution. Stalling, Oldenburg, 1933
- Der Wahrheit eine Gasse, Paul List Verlag, München 1952
- Europa, was nun? Betrachtungen zur Politik der Westmächte. Göttinger Verlags-Anstalt, Göttingen 1954
- Vom Scheitern einer Demokratie. 1930-1933, Von Hase und Koehler, Mainz 1968

### 脚注
1. 1 2  Rolfs 1995，第4頁.
2. ↑  Rolfs 1995，第2頁.
3. 1 2 3  Turner 1996，第39頁.
4. 1 2  Rolfs 1995，第5頁.
5. ↑  Bisher 2016，第33–34, 71頁.
6. ↑  Bisher 2016，第172頁.
7. 1 2  Rolfs 1995，第8頁.
8. ↑  Bisher 2016，第26頁.
9. 1 2 3  Rolfs 1995，第11頁.
10. 1 2  Bisher 2016，第33頁.
11. ↑  McMaster 1918，第258–261頁.
12. ↑  Bisher 2016，第33–34頁.
13. ↑  Bisher 2016，第34頁.
14. ↑  Bisher 2016，第43頁.
15. ↑  Pomar, Norman; Allen, Thomas. . New York: Random House. 1997: 584.
16. ↑  Shirer 1990，第164頁.
17. 1 2  Current Biography 1941, pp. 651–653.
18. ↑  Bisher 2016，第71頁.
19. 1 2  Jones 2005，第194頁.
20. ↑  Rolfs 1995，第25頁.
21. ↑  Rolfs 1995，第25–26頁.
22. 1 2 3 4  Rolfs 1995，第26頁.
23. ↑  Ihrig, Stefan. . Cambridge, Massachusetts: Harvard University Press. 2016: 352.
24. 1 2  Rolfs 1995，第27頁.
25. ↑  Rolfs 1995，第28頁.
26. ↑  Rolfs 1995，第29頁.
27. ↑  Longerich 2019，第245頁.
28. 1 2  Kershaw 1998，第367頁.
29. 1 2 3  Longerich 2019，第247頁.
30. ↑  1932年10月29日，弗朗茨·布拉赫特和约翰内斯·波皮茨加入内阁，成为不管部部長。
31. ↑  . Time. 1933年2月6日  [2022年2月4日].
32. 1 2  Turner 1996，第41頁.
33. ↑  Longerich 2019，第245–246頁.
34. 1 2  Turner 1996，第8頁.
35. 1 2  Longerich 2019，第248頁.
36. ↑  . World Affairs. 1932年9月, 95 (2): 75–77.
37. ↑  Nicolls, Anthony. Weimar and the Rise of Hitler, London: Macmillan 2000. 第156页。
38. ↑  Abelshauser, Werner (编). . De Gruyter. 2016: 575. ISBN 978-3110465266.
39. ↑  Longerich 2019，第259頁.
40. ↑  Turner 1996，第17–18頁.
41. ↑  Longerich 2019，第250頁.
42. ↑  Turner 1996，第18頁.
43. ↑  Dorplaen 1964，第343頁.
44. ↑  Dorplaen 1964，第343–344頁.
45. 1 2  Longerich 2019，第252頁.
46. ↑  Schulze 2001，第241–243頁.
47. ↑  Wheeler-Bennett 1967，第250頁.
48. 1 2  Longerich 2019，第254頁.
49. 1 2  Kershaw 1998，第381頁.
50. 1 2 3  Longerich 2019，第257頁.
51. ↑  Beck, Hermann. . : 81.
52. ↑  Kershaw 1998，第372頁.
53. ↑  Longerich 2019，第255頁.
54. ↑  Dorplaen 1964，第362頁.
55. ↑  Longerich 2019，第258頁.
56. ↑  Shirer 1990，第172頁.
57. ↑  Dorplaen 1964，第363頁.
58. 1 2  Evans 2003，第297–298頁.
59. ↑  Kolb 1988，第121頁.
60. ↑  Dorplaen 1964，第368頁.
61. ↑  Bird, Keith. . : 90.
62. 1 2 3  Kolb 1988，第122頁.
63. ↑  Longerich 2019，第261頁.
64. 1 2  Longerich 2019，第264頁.
65. ↑  Kershaw 1998，第395–396, 417頁.
66. ↑  Turner 1996，第97頁.
67. ↑  Turner 1996，第96頁.
68. ↑  Longerich 2019，第268頁.
69. ↑  Turner 1996，第51頁.
70. ↑  Turner 1996，第112頁.
71. ↑  Turner 1996，第117頁.
72. ↑  Longerich 2019，第270頁.
73. ↑  Blum, George P. . Westport, CT: Greenwood Press. 1998: 110–111. ISBN 0-313-29934-X.
74. ↑  Turner 1996，第145頁.
75. ↑  Turner 1996，第145–146頁.
76. ↑  Ullrich, Volker. . ZeitOnline. 2017年2月1日.
77. ↑  . Germany History in Documents and Images.
78. ↑  . 2020年4月.
79. ↑  Longerich 2019，第273頁.
80. ↑  Longerich 2019，第273–275頁.
81. ↑  Kershaw 1998，第411頁.
82. ↑  (Within two months we will have pushed Hitler so far in the corner that he'll squeak.)
83. ↑  (The government [must be] mindful of the old maxim 'only weaklings suffer no criticism. No organization, no propaganda, however excellent, can alone maintain confidence in the long run.)

### 书目
- Bracher, Karl Dietrich Die Auflösung der Weimarer Republik; eine Studie zum Problem des Machtverfalls in der Demokratie Villingen: Schwarzwald,Ring-Verlag, 1971.
- Turner, Henry Ashby Hitler's thirty days to power: January 1933, Reading, Mass. : Addison-Wesley, 1996.
- Wheeler-Bennett, Sir John The Nemesis of Power: German Army in Politics, 1918-1945 New York: Palgrave Macmillan Publishing Company, 2005.